# Aleksey Berezutskiy
Aleksey Vladimirovich Berezutskiy - em russo, Алексей Владимирович Березуцкий (Moscou, 20 de junho de 1982) é um ex-futebolista russo.

## Carreira
Iniciou a carreira ao lado de seu irmão gêmeo, Vasiliy, no Torpedo-ZIL Moscou (atual FC Moscou), em 1999. Ficou no clube até o ano seguinte, indo em 2001 passar breve tempo no Chernomorets Novorossiysk, indo no mesmo ano para o CSKA Moscou, que contrataria Vasiliy em 2002.
Assim como seu irmão, Aleksey é zagueiro que gosta de oportunamente avançar ao ataque, tendo servido a Roman Pavlyuchenko fazer o gol da vitória da Seleção Russa (pela qual os irmãos jogam desde 2003) contra a Inglaterra, concorrente direta a uma das vagas do grupo de ambos nas Eliminatórias para a Eurocopa 2008. Posteriormente, a Rússia terminou classificada ao lado da líder Croácia e a Inglaterra, eliminada.
De alta estatura (1,90 m) e com quase 150 partidas pelo CSKA, Aleksey participou da conquista dos três campeonatos russos do clube e da Copa da UEFA de 2005. Foi chamado para a Eurocopa 2008, mas, embora antes titular da zaga, acabou deixado na reserva. Ele fez parte do elenco da Seleção Russa de Futebol da Eurocopa de 2016.